# Otto von Diepenbroick-Grüter (General, 1860)

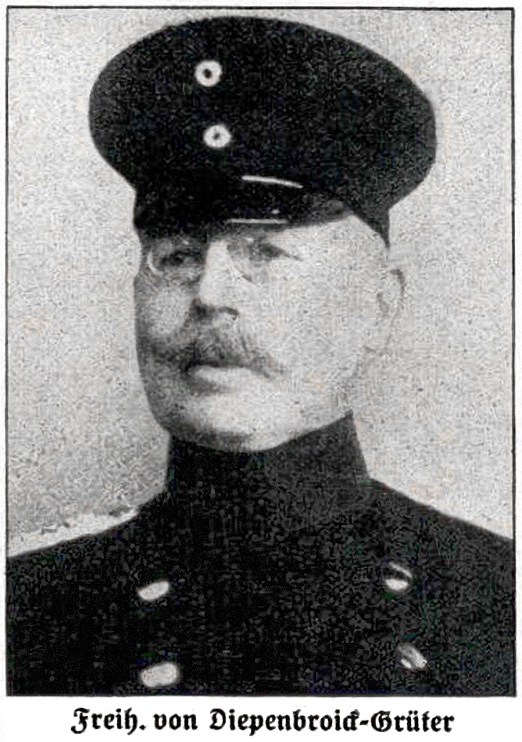
Otto von Diepenbroick-Grüter

Otto Adam Freiherr von Diepenbroick-Grüter (* 18. Juni 1860 in Düsseldorf; † 16. Juni 1940 in Detmold) war ein deutscher Generalleutnant.

## Leben

### Herkunft
Otto war ein Sohn des preußischen Rittmeisters Alexander von Diepenbroick-Grüter (1821–1878) und dessen Ehefrau Luise, geborene von Viebahn (1827–1862).

### Militärkarriere
Nach seiner Erziehung im Kadettenkorps wurde Diepenbroick-Grüter am 14. Februar 1878 als charakterisierter Portepeefähnrich dem Königin Augusta Garde-Grenadier-Regiment Nr. 4 der Preußischen Armee in Koblenz überwiesen und dort am 13. November 1879 zum Sekondeleutnant befördert. Am 1. April 1881 erfolgte seine Versetzung in das Infanterie-Regiment Nr. 131 nach Mörchingen. Dort wurde Diepenbroick-Grüter ab 11. Juni 1886 als Adjutant des Füsilier-Bataillons sowie ab 25. August 1887 als Regimentsadjutant verwendet und als solcher am 19. September 1888 Premierleutnant. Die folgenden Jahre verbrachte er vom 1. Oktober 1889 bis 21. Juli 1892 an der Kriegsakademie in Berlin. Am 1. April 1893 wurde er für ein Jahr zum Großen Generalstab kommandiert und am 14. September 1893 zum Hauptmann befördert. Anschließend erfolgte eine weitere Kommandierung für sechs Monate nach Russland zur Erlernung der Sprache. Nach seiner Rückkehr versetzte man Diepenbroick-Grüter am 14. September 1893 als Chef der 14. Kompanie in das Füsilier-Regiments „von Gersdorff“ (Hessisches) Nr. 80 in Wiesbaden. Zwei Jahre später wurde er zum Chef der 3. Kompanie ernannt.
In Anwesenheit des russischen Zarenpaars, Nikolaus II. und Alexandra Fjodorowna, wurde am 16. Oktober 1896 in Homburg der Grundstein der Griechischen Kapelle gelegt. Zwei Tage später kam das Zarenpaar nach Wiesbaden, um die dortige Griechische Kapelle zu besuchen. Im 19. Jahrhundert wurden orthodoxe Kirchen als „Griechische Kirchen“ bezeichnet. Zu diesem Besuch wurden unter dem Befehl des Majors von der Leyen aus den Mannschaften der beiden Wiesbadener Bataillone je eine Kompanie gebildet. Diese wurden von den Hauptleuten Wright (I.) und dem Diepenbroick-Grüter (IV.) befehligt und standen auf dem etwa drei Kilometer langen Weg vom Bahnhof zur Kapelle Spalier.
Mit der Beförderung zum Major am 11. September 1903 kam er zeitgleich in das Leib-Grenadier-Regiment „König Friedrich Wilhelm III.“ (1. Brandenburgisches) Nr. 8 nach Frankfurt (Oder). Zwei Jahre später übernahm Diepenbroick-Grüter als Kommandeur das II. Bataillon des Grenadier-Regiments „König Wilhelm I.“ (2. Westpreußisches) Nr. 7 in Liegnitz. Am 3. Oktober 1910 folgte die Ernennung zum Kommandeur des Jäger-Bataillon „Fürst Bismarck“ (Pommersches) Nr. 2 in Kulm sowie am 20. Dezember 1910 die Beförderung zum Oberstleutnant. Unter gleichzeitiger Beförderung zum Oberst wurde er am 18. April 1913 Kommandeur des Grenadier-Regiments „Kaiser Wilhelm I.“ (2. Badisches) Nr. 110 in Mannheim.
Nach Ausbruch des Ersten Weltkriegs führte Diepenbroick-Grüter das Regiment zunächst in den Gefechten bei Mülhausen und Willern sowie in der Schlacht in Lothringen. Mitte September 1914 nahm sein Verband in Nordfrankreich an den Kämpfen bei La Bassée-Lens und Lille teil. Am 25. Oktober 1914 wurde Diepenbroick-Grüter zum Kommandeur der 58. Infanterie-Brigade ernannt, die zu diesem Zeitpunkt in Stellungskämpfen in Flandern lag. Nach der Teilnahme an den Schlachten bei La Bassée und Arras und in der Champagne wurde er am 18. August 1916 zum Generalmajor befördert. Nach den schweren Kämpfen an der Somme erfolgte am 1. Mai 1917 seine Ernennung zum Kommandeur der 10. Division. Nachdem Diepenbroick-Grüter bereits mit beiden Klassen des Eisernen Kreuzes ausgezeichnet worden war, wurde ihm am 13. Juni 1918 für seine Leistungen bei der Erstürmung des Chemin des Dames am 13. Juni 1918 der Orden Pour le Mérite verliehen.
Nach Kriegsende erhielt Diepenbroick-Grüter am 10. Januar 1919 zunächst das Kommando über die 17. Infanterie-Brigade, bevor er am 25. Januar 1919 zur Verfügung des XIV. Armeekorps gestellt wurde. Er übernahm dann am 17. Februar 1919 die 35. Infanterie-Brigade und wurde am 1. Mai 1919 Führer der Reichswehr-Brigade 5. Man stellte Diepenbroick-Grüter schließlich am 20. September 1919 zur Disposition und verabschiedet ihn am gleichen Tag in den Ruhestand.
Am 27. August 1939, dem 25. Jahrestag der Schlacht bei Tannenberg, erhielt er den Charakter als Generalleutnant verliehen.

### Familie
Grüter heiratete am 5. Juni 1888 Elisabeth von Goetze (* 1867), eine Tochter des Generals der Infanterie Robert von Goetze. Aus der Ehe gingen zwei Töchter hervor:
- Wilhelmine Marie Pauline Eva Ilse (* 1892)
- Dorothea (1894–1983) ⚭ 1922 Dietrich von Borries (1882–1963)